# Walter Intemann

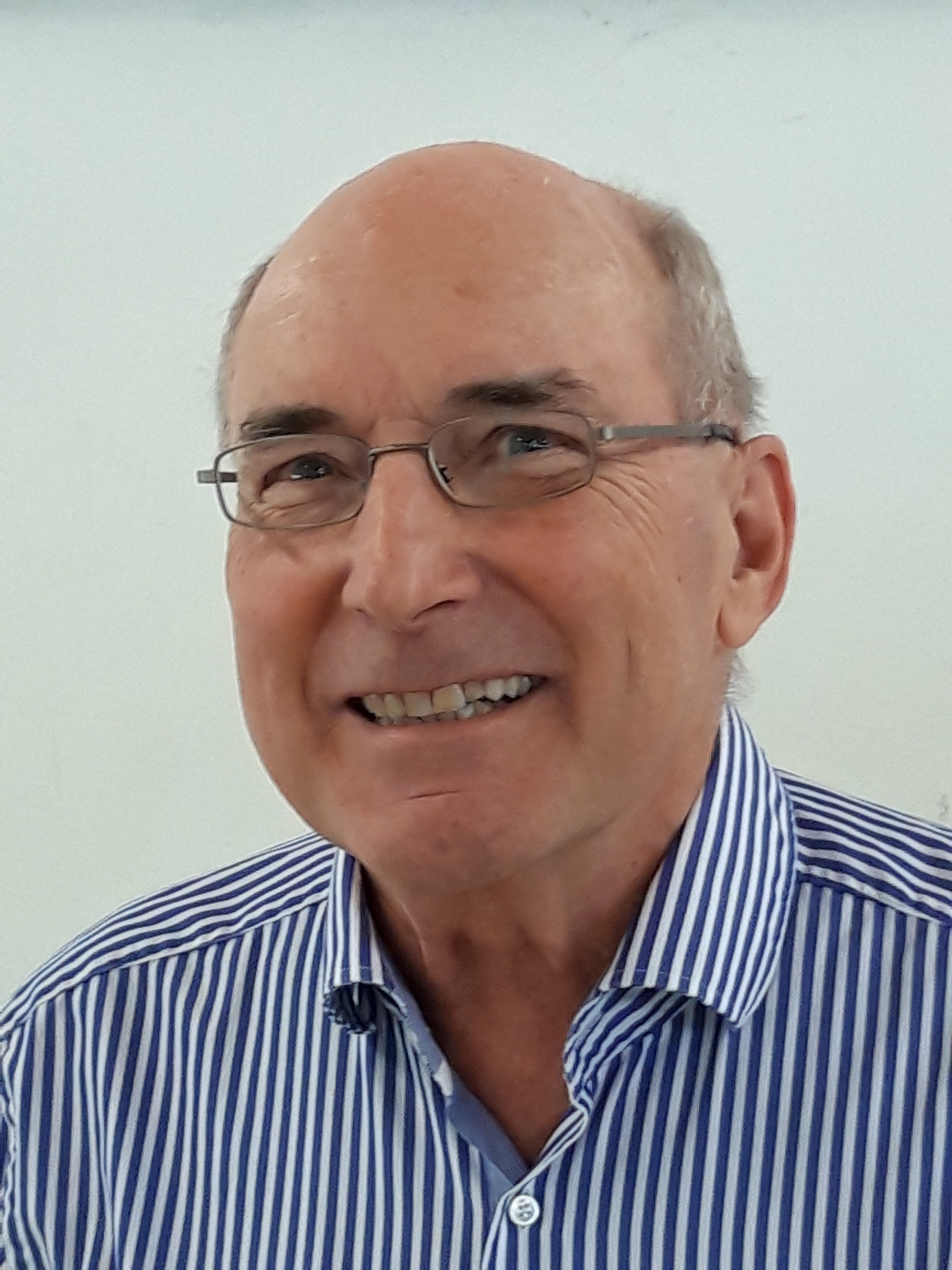
Walter Intemann im Jahr 2020

Walter Intemann (* 11. Dezember 1944 in St. Gallen; † 7. Jänner 2023) war ein österreichischer Politiker (ÖVP) und Kaufmann. Er war von 1979 bis 1989 Abgeordneter zum Vorarlberger Landtag.

## Ausbildung und Beruf
Intemann besuchte nach der Volks- und Hauptschule die Handelsakademie Bregenz und legte dort 1963 die Matura ab. Er studierte im Anschluss von 1963 bis 1967 an der Hochschule für Welthandel in Wien und schloss sein Studium 1967 zunächst mit dem akademischen Grad des Diplomkaufmanns ab. 1969 promovierte er in Wien zudem zum Doktor der Sozial- und Wirtschaftswissenschaften (Dr. rer. soc. oec.). Intemann war beruflich von 1969 bis 1971 als Marketing- und Verkaufsleiter einer Lustenauer Maschinenfabrik tätig, danach arbeitete er im Jahr 1972 in der Betriebsberatung in Deutschland. Er fungierte in der Folge von 1973 bis 1984 als geschäftsführender Vorstand der Brauereigenossenschaft Frastanz und war im Anschluss von 1984 bis 1988 in der Investitionsberatung in Wien und Polen tätig. Danach arbeitete er von 1989 bis 1999 in der Geschäftsleitung der Firma Rezi GmbH in Bregenz und übernahm im Jahr 1999 diese Firma, die er in der Folge nach Lustenau übersiedelte.

## Politik und Funktionen
Intemann trat 1975 der Jungen Wirtschaft bei und stand der Vorarlberger Landesorganisation der Jungen Wirtschaft zwischen 1976 und 1977 als Vorsitzender vor. Er war des Weiteren Mitglied der Österreichischen Volkspartei und des Österreichischen Wirtschaftsbundes und fungierte zwischen dem 20. November 1979 und dem 23. Oktober 1989 als Abgeordneter des Wahlbezirkes Feldkirch im Vorarlberger Landtag. Er war Bereichssprecher für Wirtschaftsfragen des ÖVP-Landtagsklubs und in seiner zweiten Landtagsperidoe Vorsitzender des Energiepolitischen Ausschusses sowie stellvertretender Vorsitzender Volkswirtschaftlichen Ausschuss. Zudem war er während seiner Zeit als Abgeordneter Mitglied der Landesparteileitung der ÖVP Vorarlberg. Lokalpolitisch war er von 1980 bis 1985 Ersatzmitglied der Gemeindevertretung von Lustenau.
Intemann wirkte des Weiteren als Mitglied des Vorstandes der Fachgruppe Nahrungs- und Genussmittelindustrie und war Vorstandsmitglied der Industriellenvereinigung Vorarlberg. Sportlich engagierte er sich als Präsident des Tennisclubs Lustenau und als Präsident des Golfclubs Bodensee-Weißensberg.

## Privates
Walter Intemann wurde als Sohn des Unternehmers Walter Erwin Intemann geboren, wobei sein Vater im Kriegsjahr 1944 an der Front fiel. Seine Mutter, die aus Wien stammende Marianne Intemann, geborene Steindl, musste ihren Sohn deshalb alleine großziehen. Walter Intemann heiratete 1966 Birgit Riedmann und wurde 1967 bzw. 1972 jeweils Vater eines Sohnes.